# Caragana sophorifolia
Caragana sophorifolia är en ärtväxtart som beskrevs av Ignaz Friedrich Tausch. Caragana sophorifolia ingår i släktet karaganer, och familjen ärtväxter. Inga underarter finns listade i Catalogue of Life.